# Lijst van voetballers - R
Dit is een lijst van voetballers met een artikel op Wikipedia van wie de achternaam begint met de letter R.

## Ra

### Rab
- Dani Raba
- Rami Rabia

### Rad
- Ivan Radeljić
- Haris Radetinac
- Vladislav Radimov
- Dušan Radolský
- Arkadiusz Radomski
- Nemanja Radonjić
- Aleksandar Radosavljevič
- Josip Radošević
- Miroslav Radović
- Tomasz Radzinski

### Raf
- Nando Rafael

### Rah
- Elvir Rahimić
- Bakhtiar Rahmani
- Helmut Rahn

### Raj
- Lembit Rajala
- Marko Rajamäki
- Milovan Rajevac
- Predrag Rajković
- Slobodan Rajković
- Jan Rajnoch
- František Rajtoral

### Rak
- Ivan Rakitić

### Ral
- Dimitris Rallis
- Joe Ralls

### Ram
- Valdet Rama
- Antoni Ramallets
- Luis Ramallo
- Benito Raman
- Anders Rambekk
- Edin Ramčić
- Mladen Ramljak
- Aldo Ramírez
- Erwin Ramírez
- Marcelo Ramírez
- Óscar Ramírez
- Ramón
- Adrián Ramos
- Guy Ramos
- Carlos Ramos
- Carlos Ramos
- Mauricio Ramos
- Sergio Ramos
- Michelangelo Rampulla
- Calvin Ramsay
- Aaron Ramsey
- Bart Ramselaar

### Ran
- Dimitar Rangelov
- Aleksandar Ranković
- Jari Rantanen
- Rami Rantanen

### Rap
- Milan Rapaić
- Raphinha

### Ras
- Jan Ras
- Janne Räsänen
- Boris Rasevic
- Grzegorz Rasiak
- Bjørn Rasmussen
- Jacob Rasmussen
- Morten Molle Rasmussen
- Morten Niclas Rasmussen
- Ole Rasmussen
- Troels Rasmussen
- Giacomo Raspadori

### Rat
- Răzvan Raţ

### Rau
- Detlef Raugust
- Raúl
- David Raum

### Rav
- Pietro Rava

### Ray
- David Raya

### Raz
- Brimah Razak
- Ante Razov

## Re

### Rea
- Tim Ream
- Neicer Reasco

### Reb
- Radu Rebeja
- Aboubaker Rebih
- Ante Rebić
- Pedro Rebocho
- Serhij Rebrov

### Rec
- Arkadiusz Reca
- Rüştü Reçber
- Álvaro Recoba

### Red
- Bernardo Redín
- Fernando Redondo

### Ree
- Peter Reekers

### Reg
- Alberto Regazzoni
- Vasco Regini
- Tore Reginiussen
- Cyrille Regis

### Rei
- Andy Reid
- Bobby Reid
- Winston Reid
- Etiënne Reijnen
- Martin Reim
- Bernhard Rein
- José Manuel Reina
- Loris Reina
- Jonathan Reis
- Claude Reiter
- Ľubomír Reiter
- Michael Reiziger

### Rej
- Edoardo Reja

### Rek
- Karim Rekik
- Omar Rekik

### Rem
- Ilkka Remes
- Loïc Rémy
- Sébastien Rémy

### Ren
- Zoran Rendulić
- Michel Renquin
- Sjoerd Rensen
- Michael Rensing
- Marco Rente

### Rep
- Tomáš Řepka
- Senad Repuh

### Res
- Leroy Resodihardjo
- Guillaume Restes
- Gustavo Restrepo
- Javier Restrepo

### Ret
- Eduardo Retat

### Reu
- Pepijn Reulen
- Martijn Reuser
- Marco Reus

### Rev
- Christophe Revault
- Daniel Revelez
- Vicente Revellón
- Réver

### Rex
- Carles Rexach
- Lum Rexhepi

### Rey
- Alexandre Rey
- Diego Reyes
- José Antonio Reyes
- Patricio Reyes
- Pedro Reyes
- Rafael Reyes
- Salvador Reyes
- Claudio Reyna
- Jesús Reynaldo
- Adolphe Reymond

## Rh
- Ricardo van Rhijn
- Jordan Rhodes

## Ri

### Rib
- Lucas Ribeiro
- Fredy Ribeiro
- Franck Ribéry

### Ric
- Hamilton Ricard
- Ricardinho
- Samuele Ricci
- Jazz Richards
- Kevin Richardson
- Kieran Richardson
- Hans Richter
- Diego Rico
- Fran Rico
- Sergio Rico

### Rid
- Matthew Ridenton

### Rie
- Dieter Riedel
- Jaïro Riedewald
- Hans-Jürgen Riediger
- Ben Rienstra
- Daan Rienstra
- Marc Rieper

### Rig
- Emiliano Rigoni

### Rii
- Aki Riihilahti
- Bjørn Helge Riise
- John Arne Riise

### Rij
- Frank Rijkaard
- Julian Rijkhoff
- Jeffrey Rijsdijk
- John van Rijswijck
- Jelle van Rijswijk
- René van Rijswijk

### Rim
- Miguel Rimba

### Rin
- Fabián Rinaudo
- Freddy Rincón
- Tomás Rincón
- Knut Olav Rindarøy
- Jari Rinne

### Rio
- Heberth Ríos
- Richard Ríos

### Rip
- Renaud Ripart

### Riq
- Juan Román Riquelme
- Rodrigo Riquelme

### Ris
- Jens Risager
- Josh Risdon
- Vidar Riseth
- Riku Riski
- Roope Riski
- Henrik Risom
- Juha Rissanen
- Kari Rissanen

### Rit
- Mats Rits
- Chris Ritter
- Leon Ritzen
- Marcel Ritzmaier

### Riv
- Luigi Riva
- Rivaldo
- Diego Rivarola
- Antonio Rivas
- Orlando Rivas
- Roberto Rivellino
- Gianni Rivera
- José Rivera
- José Manuel Rivera
- Wagner Rivera
- Sergio Rivero
- Cristian Riveros
- Jaime Riveros

### Rix
- Graham Rix

### Riz
- Luca Rizzo
- Ruggiero Rizzitelli

## Ro

### Roa
- Andrés Felipe Roa

### Rob
- Arjen Robben
- Roberto Carlos
- Robinho
- Antonee Robinson
- Brandon Robinson
- Carl Robinson
- Bobby Robson
- Robson Ponte

### Roc
- Rómer Roca
- David Rocastle
- José Silverio Rocchi
- Ricardo Rocha
- Alain Roche
- Fábio Rochemback
- Dominique Rocheteau
- Peter Rock

### Rod
- Renārs Rode
- Ronny Rodelin
- Milan Rodić
- Jonny Rödlund
- Joe Rodon
- Ivo Rodrigues
- Ariel Rodríguez
- Francisco Javier Rodríguez
- Guido Rodríguez
- Jesús Rodríguez
- Jonathan Rodríguez
- Julien Rodríguez
- Michael Rodríguez
- Maxi Rodríguez
- Ricardo Rodrígeuz
- Rodolfo Rodríguez

### Roe
- Glenn Roeder
- Davy Roef
- Frans Roemgens

### Rog
- Marko Rog
- Serghei Rogaciov
- Ante Roguljić

### Roh
- Sacha Rohmann

### Roi
- Paulus Roiha

### Roj
- Darío Rojas
- Joao Rojas
- Manuel Rojas
- Roberto Rojas
- Silvio Rojas

### Rol
- Cristian Roldan
- Simon Rolfes
- Wolfgang Rolff

### Rom
- Filippo Romagna
- Romário
- Tony Rombouts
- André Rømer
- Astolfo Romero
- José María Romero
- Julio César Romero
- Marcelo Romero
- Óscar Romero
- Sergio Romero
- Dennis Rommedahl
- Rômulo

### Ron
- Ivo Ron
- Ronaldinho
- Ronaldo
- Cristiano Ronaldo
- Jordy Rondeel
- Per Røntved

### Roo
- Lars van Roon
- Wayne Rooney
- Bas Roorda
- Geert Arend Roorda

### Roq
- Miki Roqué
- Vitor Roque

### Ros
- Ariel Rosada
- Mauro Rosales
- Pablo Rosario
- Roberto Rosato
- Yuri Rose
- Markus Rosenberg
- Keegan Rosenberry
- Max Rosenfelder
- Liam Rosenior
- Julio César Rosero
- Odise Roshi
- Aleandro Rosi
- Lazar Rosić
- Tomáš Rosický
- Valentin Rosier
- Einar Rossbach
- Luca Rossettini
- Giuseppe Rossi
- Néstor Rossi
- Paolo Rossi
- Sebastiano Rossi
- Jonathan Rossini
- Maximilian Rossmann
- Frank Rost

### Rot
- Dorin Rotariu
- Anders Roth
- Jérôme Rothen

### Rou
- Anthony Rouault
- Stanley Rous
- Cédric Roussel
- Jérôme Roussillon
- Wayne Routledge
- Jelle ten Rouwelaar
- Nolan Roux
- Yvon Le Roux

### Row
- Omar Rowe
- Jonny Rowell

## Ru
- Goran Rubil
- Eduardo Rubio
- Hugo Rubio
- Petter Rudi
- Mladen Rudonja
- Artjoms Rudņevs
- Andrzej Rudy
- Sebastian Rudy
- Bodo Rudwaleit
- Kevin Rüegg
- Wynton Rufer
- Francisco Rufete
- Oscar Ruggeri
- Jukka Ruhanen
- Rui Costa
- Robbin Ruiter
- Bryan Ruiz
- John Jairo Ruiz
- Juan Carlos Ruíz
- Simón Ruiz
- Karl-Heinz Rummenigge
- Rúnar Alex Rúnarsson
- Vedran Runje
- Sigurd Rushfeldt
- José Luis Russo
- Albert Rust
- Espen Ruud
- Tarmo Rüütli
- Milan Ružić

## Ry
- Serhiy Rybalka
- Maciej Rybus
- Anders Rydberg
- Sven Rydell
- Thomas Rytter

## Rz
- Tomasz Rząsa
- Marek Rzepka

A · B · C · D · E · F · G · H · I · J · K · L · M · N · O · P · Q · R · S · T · U · V · W · X · Y · Z